# Heteragrion angustipenne
Heteragrion angustipenne är en trollsländeart som beskrevs av Selys 1886. Heteragrion angustipenne ingår i släktet Heteragrion och familjen Megapodagrionidae. Inga underarter finns listade i Catalogue of Life.